# Marco Tiburtini
Marco Tiburtini (Roma, 1956) è un regista, sceneggiatore e chitarrista italiano.

## Biografia
Nel 1977 inizia a lavorare in teatro come aiuto regista e assistente alla regia con il regista Silvio Benedetto, direttore artistico del Teatro Autonomo Romano. Partecipa al "Festival Internazionale delle Cinque Terre" nel 1977 e nel 1978 ai "Colloqui Teatrali" di Nazzano Romano. Lavora inoltre come attore alla performance teatrale sperimentale "Il Signor x " di Michele Perriera. Sempre nel 1977 inizia a studiare chitarra classica con il M° Paolo Bonetti, passando nel 1978 sotto la guida del M° Carlo Carfagna, Titolare della cattedra di chitarra classica presso il Conservatorio di S.Cecilia in Roma, e fondatore, insieme a Mario Gangi, della Scuola Chitarristica Romana, considerata una delle migliori scuole di chitarra classica a livello mondiale. I risultati artistici infatti non tardano ad arrivare: con il chitarrista Adolfo Broegg, altro allievo di Carlo Carfagna, Marco Tiburtini partecipa nella sezione duo di chitarra alla undicesima edizione del celebre concorso nazionale "Festival di chitarra di Loreto" vincendo il primo premio alla sua prima partecipazione. La vittoria gli apre la strada all'attività concertistica, che lo vedrà suonare in importanti tournee sia in Italia che all'estero, principalmente negli Stati Uniti. Inizia anche a studiare composizione e direzione d'orchestra con il M° Gabriele Arrigo, titolare di cattedra presso il Conservatorio di S.Cecilia in Roma. Nel 1980, a soli ventiquattro anni firma la sua prima regia teatrale, "La Locandiera" di Carlo Goldoni, con la compagnia teatrale "La Cricca di Corsignano" di Pienza, ricevendo importanti consensi da parte della critica e del pubblico.

## La carriera negli Stati Uniti
Il suo successo nella "Locandiera viene comunque ignorato dagli impresari teatrali dell'epoca, che lo giudicano ancora troppo giovane per affidargli delle produzioni importanti. Cerca così di costituire una sua compagnia teatrale provando a chiedere le sovvenzioni statali in vigore in quegli anni, ma le sovvenzioni gli vengono rifiutate in continuazione, sempre perché a detta degli esaminatori la sua figura professionale manca di esperienza e la sua affidabilità non è comprovabile. Successivamente, Marco Tiburtini, conosce il produttore italo americano John Mariotti, che gli prospetta di andare a New York in quanto si stanno aprendo le selezioni per entrare all'Actors Studio. Marco Tiburtini inizia così a frequentare le lezioni di regia, sceneggiatura e recitazione a New York. Dopo soli due mesi dal termine dei corsi John Mariotti fonda l"Ibsen Theater" e lo chiama a dirigere la sua prima produzione, "La donna del mare" di Henrik Ibsen, nel circuito teatrale di Broadway. Il successo è incredibile, "La donna del mare"  rimane in cartellone per sei mesi, e Marco Tiburtini, a ventisette anni, forse in Italia sarebbe ancora stato definito "acerbo e poco affidabile" mentre a New York è diventato in breve tempo un regista di successo. La grande capacità analitica e rivoluzionaria nei confronti delle opere a cui lavora attrae anche i produttori televisivi, che gli propongono di fare l'analyst, che è un lavoro di correzione e individuazione di eventuali errori e incongruenze di sceneggiatura che negli Stati Uniti è di fondamentale importanza per il successo di un film o di una serie televisiva. Marco Tiburtini inizia così un lungo periodo che lo vede impegnato sia nelle produzioni di Broadway che in Off-Broadway e sia come analyst. Rinuncia con grande rammarico all'attività concertistica, proseguendo fino ad oggi la sua attività di regista e sceneggiatore.

## Principale Teatrografia - Broadway e Off-Broadway
- La donna del mare, di Henrik Ibsen (regia)
- Il compleanno, di Harold Pinter (regia)
- Arriva l’uomo del ghiaccio, di Eugene O’ Neill (regia)
- Il gabbiano, di Anton Cechov (adattamento e regia)
- Morte di un commesso viaggiatore, di Arthur Miller (regia)
- Betrayal, di Harold Pinter  (regia)
- La gatta sul tetto che scotta, di Tennessee Williams  (regia)
- Zio Vanja, di Anton Cechov (adattamento e regia)
- Glengarry Glen Ross, di David Mamet (regia)
- Un tram che si chiama Desiderio, di Tennessee Williams (regia)
- A piedi nudi nel parco, di Neil Simon (regia)
- Diario del seduttore, di Soren Kierkegaard (adattamento e regia)
- Alte infedeltà, di Marco Tiburtini (sceneggiatura e regia)
- Rehearsals, di Marco Tiburtini (sceneggiatura e regia